# 福島県道296号荒井郡山線
福島県道296号荒井郡山線（ふくしまけんどう296ごう あらいこおりやません）は、福島県本宮市から郡山市に至る一般県道である。

## 路線概要
- 起点：本宮市荒井字甲斐
- 終点：郡山市若葉町[1][2]
- 総延長：11.564km[3]
  - 実延長：11.409km[3]

本宮市南西部から郡山市喜久田町を経由し郡山市街地中心部へ南東に向かう路線である。2016年より旧国道4号区間が国土交通省から移管され当路線に組み込まれた。
郡山市内の区間は大部分が奥州街道より分岐する旧来の越後街道、会津街道に相当し、近年では「安積街道」と呼ばれることが多い。郡山市富久山町久保田から同市若葉町までは前述のとおり旧国道4号である。

### 重用区間
- 福島県道357号岩根日和田線（郡山市喜久田町堀之内字森子段 - 同市喜久田町堀之内字下上ノ台）

### 道路施設
上関下橋
- 全長：90.4m
- 幅員：6.5m
- 竣工：1973年[4]

本宮市関下字石綱から郡山市喜久田町割田1丁目に至り、一級水系阿武隈川水系五百川を南北に渡る。橋上は上下対向2車線で供用され、歩道は設置されていない。すぐ下流側に東北自動車道の五百川橋が並行して架かる。
喜久田一号橋
- 全長：64.2m
- 幅員：10.0m
- 竣工：1989年[4]

郡山市喜久田町前田沢2丁目から喜久田町坪沢2丁目、4丁目に跨り、郡山ジャンクションの連絡路部分を南北に渡る。橋上は上下対向2車線で供用され、下り線側に歩道が設置されている。
喜久田二号橋
- 全長：55.1m
- 幅員：9.5m
- 竣工：1994年[4]

喜久田一号橋のすぐ南側で磐越自動車道本線と郡山ジャンクションからの上り線オンランプを南北に渡る。一号橋と同様に橋上は上下対向2車線で供用され、下り線側に歩道が設置されている。
堀之内橋
- 全長：40.0m
  - 主径間：19.34m
- 幅員：7.0（12.0）m
- 形式：2径間単純PCプレテンションT桁橋
- 竣工：1984年

一級水系阿武隈川水系藤田川を渡る。橋上は上下対向2車線で供用されており、両側に歩道が設置されている。郡山市立喜久田小学校の移転新築に合わせ、児童の通学路の安全確保のために1983年度より県単独橋梁整備事業として着工され、1985年11月3日に開通した。総事業費は1億2570万円。
逢瀬橋

## 沿革
- 1970年（昭和45年）11月20日 - 福島県により県道路線に認定される[6]。
- 2015年（平成27年）11月24日 - 郡山市富久山町久保田の三春街道入口交差点（国道288号交点）から同市赤木町までの区間が当県道に指定され、国道4号の重用区間となる[注釈 1]。また赤木町のうねめ通り交点から国道4号交点までの区間（安積街道）が当県道の指定から外れる[1]。
- 2016年（平成28年）4月1日 - 国道4号あさか野バイパスと並行する国道4号本線が国土交通省から福島県へ移管されるのに伴い、前述の国道4号の重用区間が外れる[7]。
- 2019年（令和元年）12月20日 - 大窪橋架け替えに伴い路線付け替えが行われる[8]。

郡山市富久山町久保田字乙高より新たな大窪橋を渡り南下、うねめ通りを東進し旧来のルートに至るルートに変更になる。富久山町久保田字乙高より南東に向かう従来の路線は旧大窪橋の一般車通行止めにより利用できず、若葉町の十字路もうねめ通りの中央分離帯としてバリケードが設置され、直進が不可能になった。当初は2019年10月25日に行われる予定であったが、同月12日から13日にかけて当地を襲った令和元年東日本台風（台風19号）により若葉町交差点一帯が水没したため延期された。
- 2021年（令和3年）6月10日 - 郡山市富久山町久保田字三御堂から同字水神山の三春街道入口交差点（国道288号交点）までのルート（東部幹線の区間）が開通する[9][10]。
- 2022年（令和4年）6月21日 - 郡山市富田町三角堂から同市若葉町までの区間（東部幹線経由）に並走する区間（安積街道、うねめ通りの一部、大窪橋を経由するルートなど）及び福島県道57号郡山大越線の重用区間（若葉町から赤木町までの区間）が当県道の指定から外れる[2]。

## 通過する自治体
- 福島県
  - 本宮市 - 郡山市

## 接続・交差する道路
- 本宮市内
  - 福島県道8号本宮熱海線（荒井字甲斐）
- 郡山市内
  - 福島県道357号岩根日和田線 日和田方面（喜久田町堀之内字森子段）
  - 福島県道357号岩根日和田線 本宮方面（喜久田町堀之内字下上ノ台）
  - 国道4号あさか野バイパス（喜久田町字四十坦）
  - 国道288号（富久山町久保田字水神山 三春街道入口交差点）
  - 福島県道57号郡山大越線（若葉町 若葉町交差点）

## 沿線
- 郡山市立喜久田小学校
- ヨークタウン八山田
- JR磐越西線 郡山富田駅
- 奥羽大学
- ヨークベニマル富久山店